# 오토미족

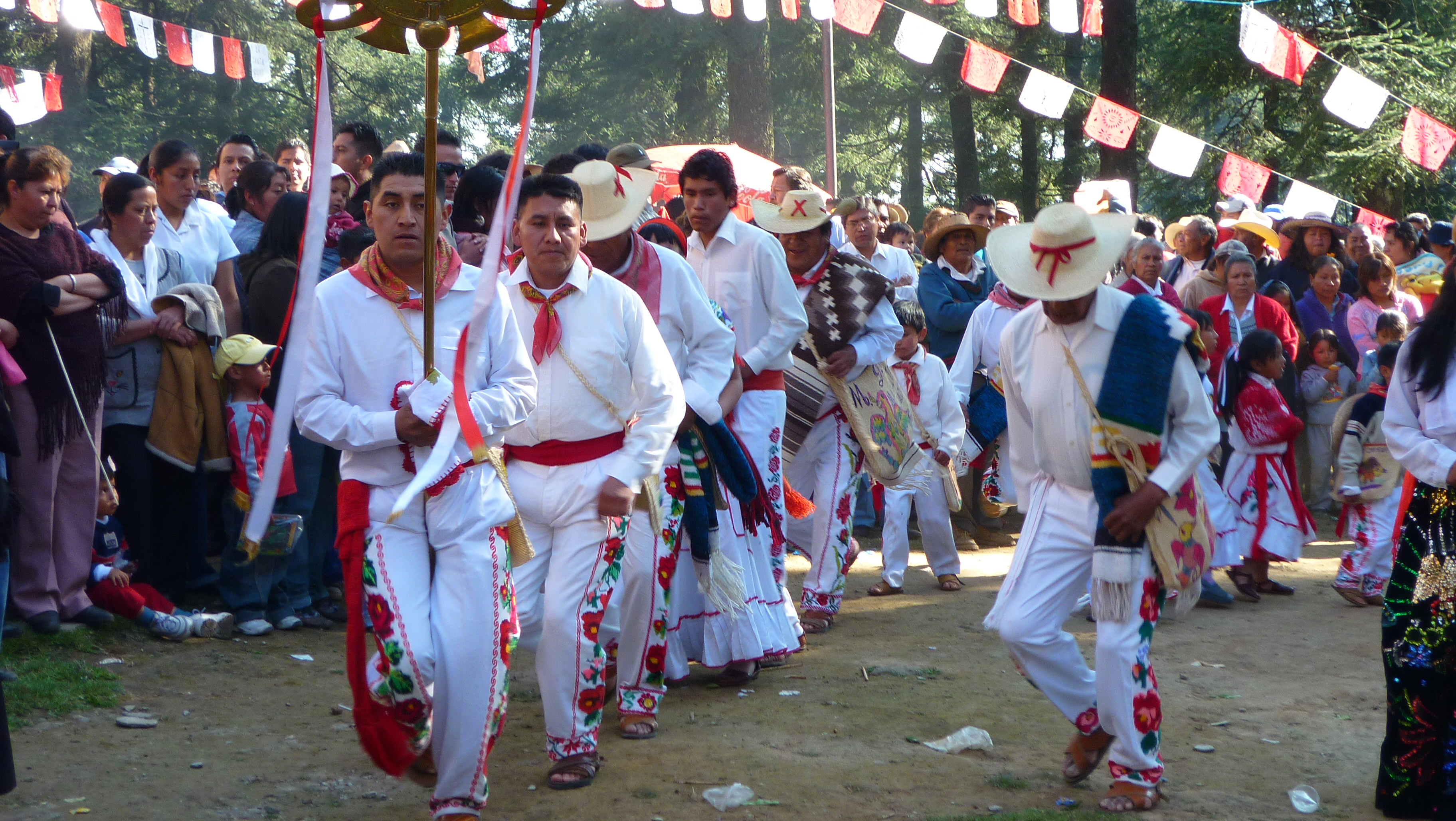

오토미족(스페인어: Otomí)은 멕시코 고원(Altiplano) 지역에 사는 멕시코 원주민 집단의 하나이다. 이들은 멕시코 중부에 불연속적으로 분포하며, 언어학적으로 볼 때 수천 년 간 멕시코 횡단 화산대 지역에 거주해 온 다른 오토망게어 사용 민족과 연관이 있다. 이들의 거주 지역은 과나후아토주 북부, 미초아칸주 동부, 틀락스칼라주 남동부 등에 산발적으로 떨어진 영토들로 이루어진다. 멕시코 국립 원주민 연구소에 따르면 2015년 멕시코 내 오토미족의 인구는 667,038명으로 멕시코 공화국에서 5번째로 큰 원주민 집단이다. 이 중 절반 정도가 토착 언어인 오토미어를 사용한다. 그러나 오토미어는 내부적으로 다양성이 높아 지역 방언 간에 의사소통이 어렵다.

## 같이 보기
- 나와족
- 오토망게어족